# Gryllus quadrimaculatus
Gryllus quadrimaculatus är en insektsart som beskrevs av Henri Saussure 1877. Gryllus quadrimaculatus ingår i släktet Gryllus och familjen syrsor. Inga underarter finns listade i Catalogue of Life.